# Nissan Ute
Nissan Ute to bliźniaczy model Forda Falcona XF. Samochód sprzedawany był w Australii 1989 do 1992 roku w wyniku schematu podziału modeli, znanego też jako Plan Buttona.
Próbując zracjonalizować Australijską branżę motoryzacyjną, plan Buttona nakłaniał producentów samochodów do dzielenia się głównymi platformami. Dla tego wybranego modelu Falcon samochody w wersjach XF oraz XG były przemarkowane na Nissana.
Plan Buttona generalnie został uznany przez branżę za "katastrofę" w wyniku trzymania się potencjalnych kupców z daleka od przemarkowanych samochodów, ponadto części zapasowe mogły być kupowane tylko i wyłącznie od producentów oryginalnych części – tak było właśnie w przypadku Nissana Ute.
Nissan Ute nie oferował zróżnicowanych wersji wyposażenia, jak w przypadku jego pierwowzoru u Forda, oferowano jedynie podstawową wersję bez pakietów specjalnych takich jak XR6 czy S-Pac. Obecnie model ten rzadko spotyka się jako Nissana Ute, częściej występuje pod marką Ford.